# ASB Tennis Centre
O ASB Tennis Centre é uma instalação de tênis localizada no distrito de Parnell, em Auckland, Nova Zelândia. O centro foi inaugurado em 18 de novembro de 1922 pela "Auckland Lawn Tennis Association" (atualmente "Tennis Auckland") em terrenos alugados do Auckland City Council [en], que fazem parte do Pukekawa / Auckland Domain.

## Evolução
Originalmente, o centro tinha nove quadras de grama ao ar livre, bem como uma arquibancada para 400 espectadores. Em 1977, a superfície das quadras, na época 12, foi alterada para quadra dura. Atualmente hospeda o torneio ASB Classic para homens e mulheres em semanas consecutivas em janeiro de cada ano, antes do Australian Open. O centro também é anfitrião regular de jogos por equipe da Copa Davis da Nova Zelândia, incluindo as finais da Zona Leste de 1975 e 1977. Ele está localizado na Stanley Street próximo à entrada do Auckland Domain.

O ASB Tennis Centre durante o ASB Classic de 2020.

O centro tem atualmente doze quadras, todas quadras duras de Plexicushion iluminadas. Três são internas e nove externas, incluindo a quadra Stadium. Além do tênis, a quadra central sediou um Torneio Internacional de Vôlei de Praia na semana seguinte ao ASB Classic.

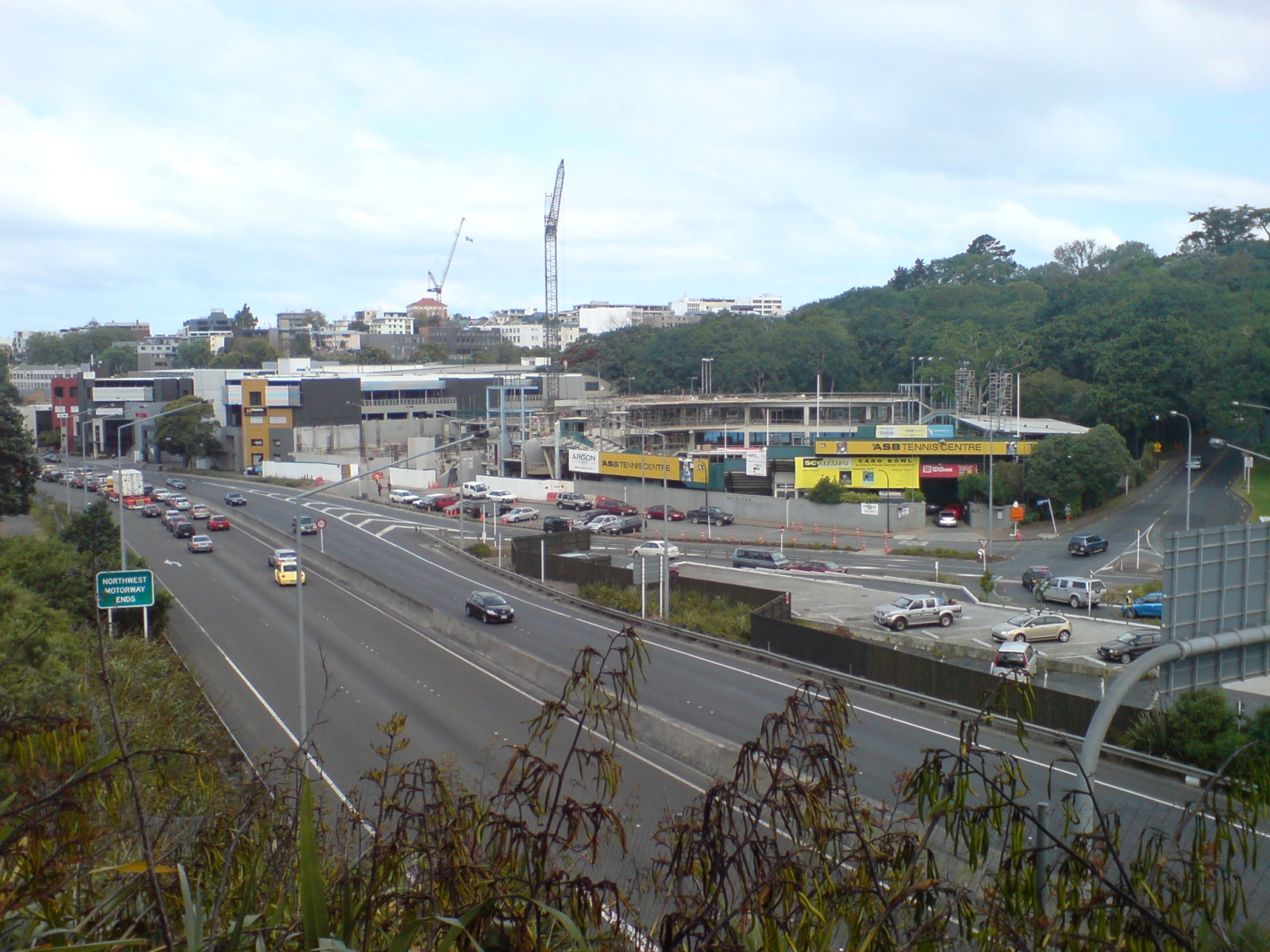
O ASB Tennis Centre durante a reforma em 2010.

O local passou por uma reforma em 2010, acrescentando instalações avançadas de ginástica, uma piscina na cobertura, um lounge com bar para jogadores e um layout de quadras reconfigurado. Também foram feitos planos para adicionar um telhado retrátil, mas em 2020 o projeto do telhado aguardava financiamento do governo para prosseguir.